# J-PARC

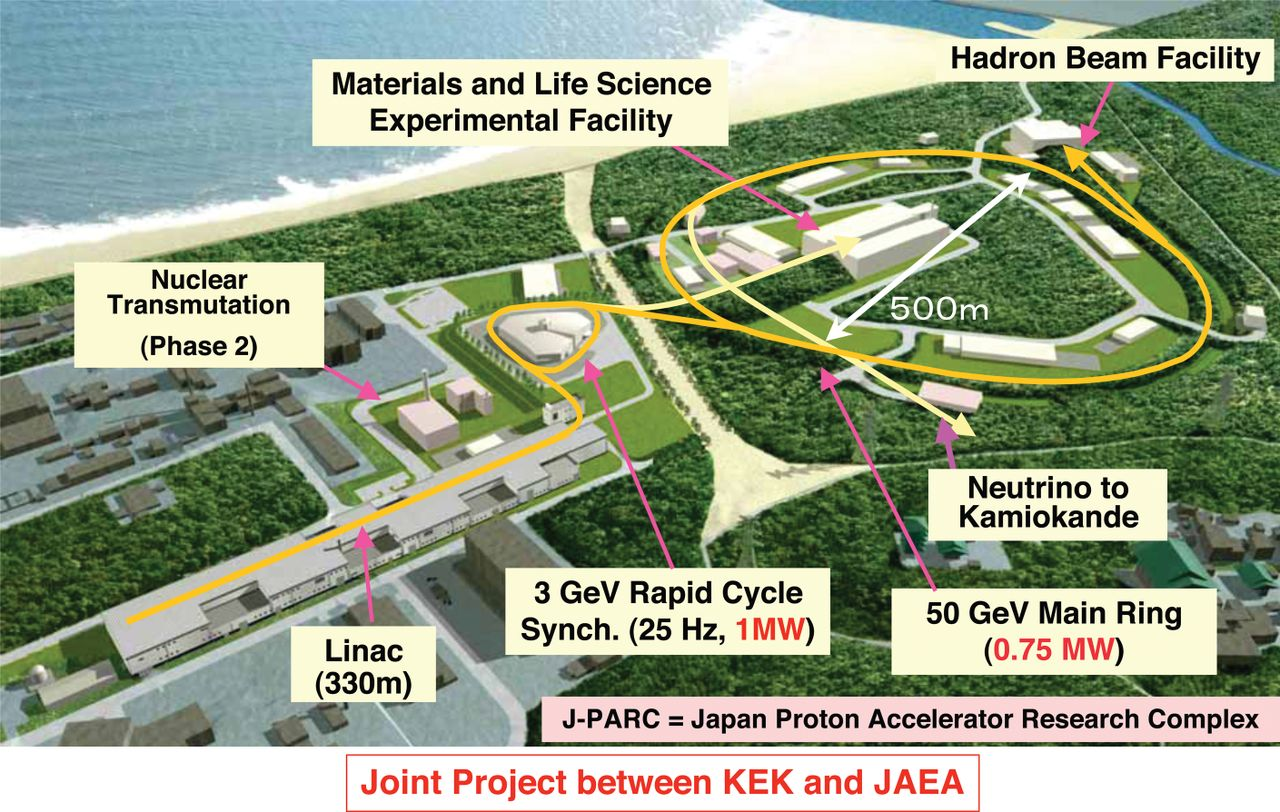
Die Teilchenbeschleuniger (3 und 50 GeV Protonen-Synchrotron) und Experimentierhallen am japanischen Forschungskomplex J-PARC, circa 120 km nördlich von Tokio an der Pazifikküste.

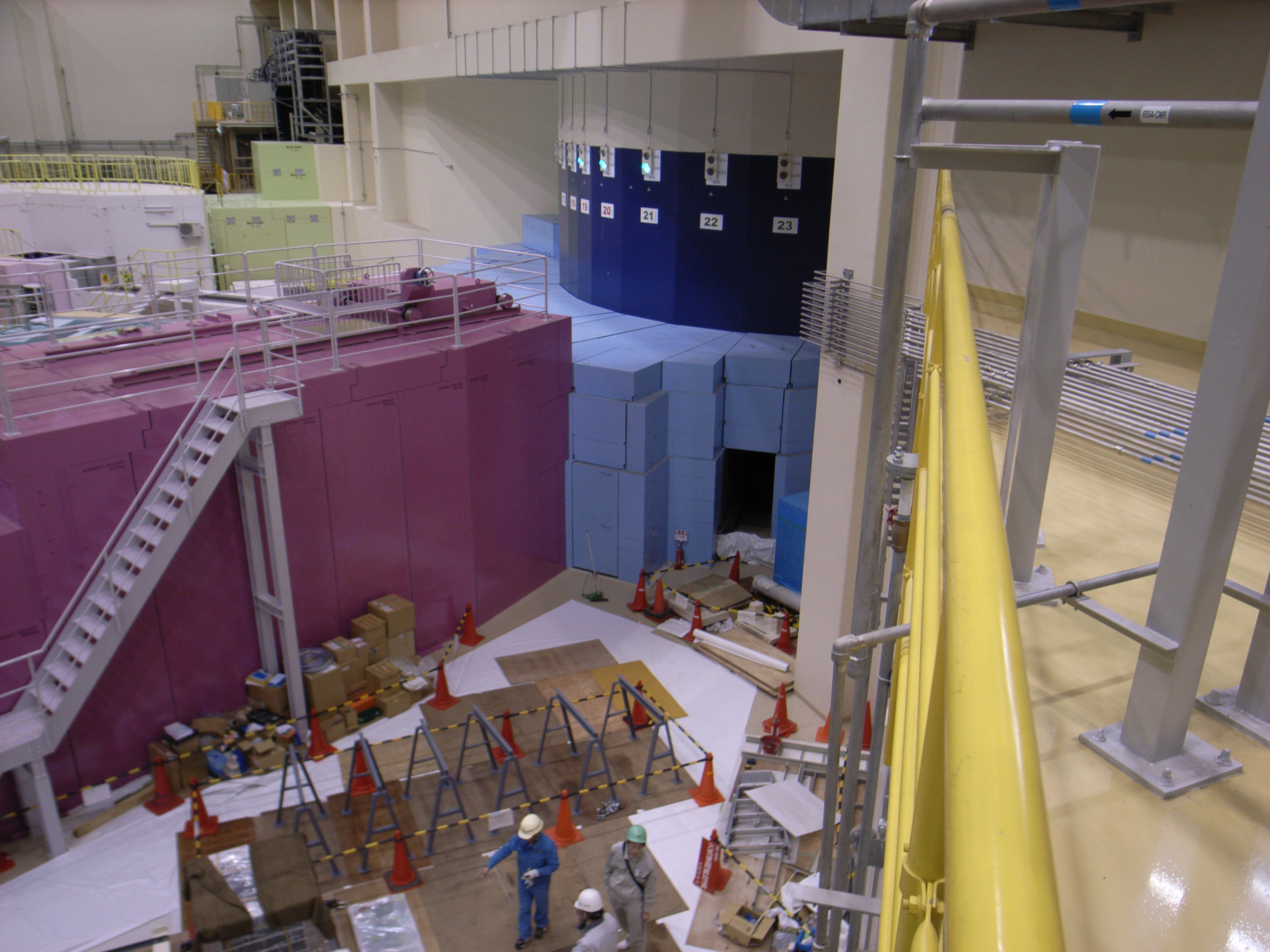
Die Halle für die Experimente mit Neutronen-Strahlen am J-PARC. Hinter der blauen Abschirmung befindet sich die Spallations-Neutronenquelle, mit der 23 Strahllinien bedient werden können; hier zu sehen Nummer 21 hinter der roten Abschirmung.

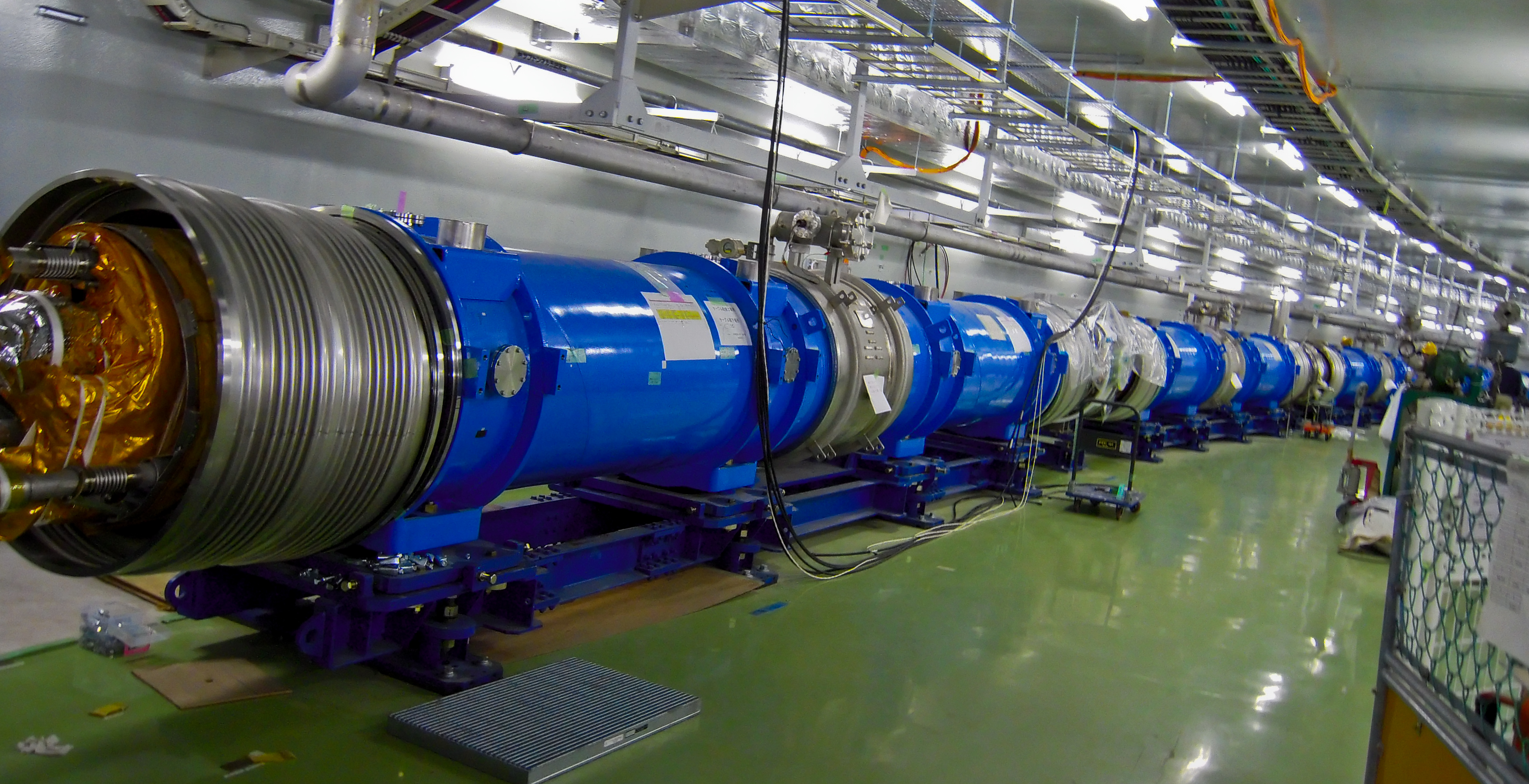
Supraleitende Magnete der Strahllinie vom 50-GeV-Hauptring (derzeit nur 30 GeV) des J-PARC zum T2K-Experiment.

J-PARC (Japan Proton Accelerator Research Complex) ist ein japanischer Forschungskomplex bei Tōkai in der Präfektur Ibaraki, circa 120 km nördlich von Tokio an der Pazifikküste gelegen. Zwei Protonen-Synchrotrons mit maximalen Teilchenenergien von 3 und 50 GeV werden hier im Rahmen einer Kooperation zwischen der japanischen Atomenergiebehörde JAEA und dem Forschungszentrum für Hochenergiephysik KEK betrieben. Sie dienen der Erzeugung von Sekundärstrahlen wie Myonen- und Neutronen-Strahlen für die Material- und Biowissenschaften sowie Neutrino- und Kaonen-Strahlen für die Teilchen- und Kernphysik.

## Geschichte
Der J-PARC ist der Nachfolger des am KEK in Tsukuba von 1976 bis 2005 betriebenen 12-GeV-Proton-Synchrotrons (KEK-PS). Baubeginn des Komplexes war 2001. Mit dem kleineren Synchrotron wurde die anvisierte Protonenenergie von 3 GeV dann 2008 erreicht und Ende desselben Jahres konnten mit den Spallations-Targets die ersten Myonen- und Neutronen-Strahlen den Experimenten zur Verfügung gestellt werden. Ende 2008 wurde mit dem Hauptring eine Protonenenergie von 30 GeV erreicht und in der ersten Hälfte des Folgejahres konnte die Strahllinie zur Hadronen-Experimentierhalle sowie die für das T2K-Experiment in Betrieb genommen werden.
Das Tōkai-to-Kamioka-Experiment (T2K) ist der Nachfolger des K2K-Experiments (KEK-to-Kamioka), bei dem bis Ende 2005 mit Hilfe des KEK-PS Neutrinos von Tsukuba zum Super-Kamiokande-Detektor im 250 km westlich gelegenen Kamioka (heute Hida) gesendet wurden. Das erste Neutrinoevent des Strahls vom J-PARC aus dem 295 km entfernten Tōkai konnte im Februar 2010 vom Detektor registriert werden. Ziel der Experimente ist die Untersuchung der Neutrinooszillation zur Bestimmung der Neutrinomasse.
Da der J-PARC nur circa 200 km vom Epizentrum des Tōhoku-Erdbebens 2011 entfernt war, kam es am 11. März 2011 zu erheblichen Beschädigungen an der Infrastruktur sowie an den Beschleunigern und Experimenten. Der Tsunami erreichte hier aber nur eine Höhe von 3 Metern und die für 8 Meter ausgelegten Hochwasserschutzeinrichtungen verhinderten eine Überflutung des Areals. Bis Ende Dezember 2011 konnten die Schäden behoben und der Betrieb wieder aufgenommen werden.
Am 23. Mai 2013 kam es in der Hadronen-Experimentierhalle zu einem Zwischenfall, bei dem es zum Austritt von radioaktivem Material kam und 34 Personen einer Strahlendosis von bis zu 1,7 mSv ausgesetzt waren (die maximale erlaubte jährliche effektive Dosis für beruflich strahlenexponierte Personen beträgt in Deutschland 20 mSv). Die Fehlfunktion lag in einer ungewöhnlich schnellen Extraktion von Protonen vom 50-GeV-Hauptring (innerhalb von 5 Millisekunden anstatt der typischen 2 s), was zur Zerstörung eines Targets und somit zur Freisetzung von Radioaktivität führte. Alle Beschleuniger und Experimente wurden daraufhin vorerst abgeschaltet beziehungsweise eingestellt und Untersuchungen eingeleitet.

## Aufbau und Betrieb
Der J-PARC verfügt über drei Teilchenbeschleuniger, die nacheinander Protonen auf (im Endausbau) bis zu 50 GeV beschleunigen sollen.
Ein mehrstufiger Linearbeschleuniger (LINAC) bringt sie auf 181 MeV. Er soll in einer weiteren Ausbaustufe 400 MeV  zur Einspeisung in das erste Synchrotron und – für geplante separate Experimente zur Transmutation von radioaktivem Abfall  – auf 600 MeV erreichen.
Das erste Synchrotron hat einen Umfang von 348 m und beschleunigt die Protonen aus dem LINAC auf 3 GeV. Wegen der relativ hohen Folgefrequenz der umlaufenden Protonenpakete, 25 Hz, wird es als Rapid Cycle Synchrotron (RCS) bezeichnet. Etwa 96 % der Protonen des RCS werden über eine Strahllinie in die Experimentierhalle für Material- und Biowissenschaften geleitet, wo mit ihnen Myonen- und Neutronen-Strahlen als Sekundärstrahlen erzeugt werden. Die Halle befindet sich innerhalb des 50-GeV-Hauptrings (Main Ring).
In das zweite Synchrotron, den Hauptring, werden die restlichen vier Prozent der 3-GeV-Protonen circa alle 3 s eingeleitet.  Dieses Synchrotron hat einen Umfang von 1568 m und beschleunigt die Protonen des RCS auf derzeit (2013) 30 GeV; eine weitere Erhöhung auf 50 GeV ist geplant. Der Hauptring speist die Strahllinien zur Hadronen-Experimentierhalle und zum T2K-Experiment.
Eine Besonderheit des J-PARC ist die angestrebte hohe Strahlleistung der Protonen-Synchrotrons von bis zu 1 Megawatt, wodurch besonders leistungsstarke Sekundärstrahlen erzeugt werden können. Dazu sind Stromstärken der Strahlen von über 300 µA beim RCS und ca. 10–20 µA beim Hauptring erforderlich; bis 2011 wurden stabile Strahlleistungen von 100–200 kW erreicht. Der J-PARC zählt neben der Spallation Neutron Source (SNS) des Oak Ridge National Laboratory in den USA und dem ISIS des britischen Rutherford Appleton Laboratory zu den weltweit leistungsstärksten Anlagen zur Erzeugung von Myonen- und Neutronen-Strahlen.